# KVHV Gent
Het Katholiek Vlaams Hoogstudentenverbond, afdeling Gent, is een studentenvereniging die zich plaatst rond nationaal-conservatieve principes. Gesticht in 1887 is het de oudste Verbondsafdeling en tevens een van de oudste studentenverenigingen van Vlaanderen. Het Gentse Verbond heeft een politieke en studentikoze werking, en behoort tot de koepel van het Katholiek Vlaams Hoogstudentenverbond.

## Geschiedenis

### Rodenbach's Vrienden

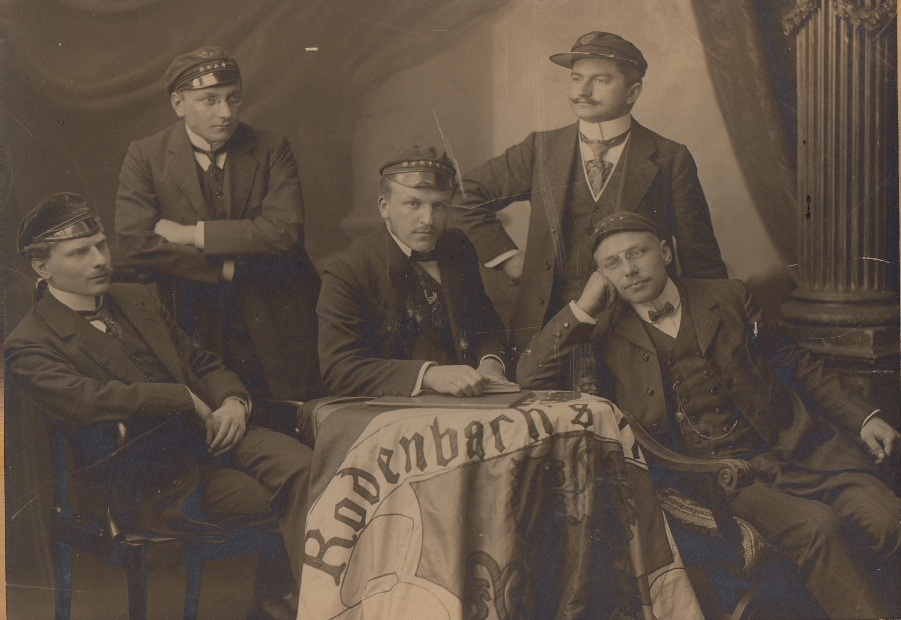
Praesidium Rodenbach's Vrienden (1910-11) met Jozef Delahaye, voorzitter Jules Jacob Storme en abactis Adiel Debeuckelaere; rechtstaand Leopold Ruytinx en Jules Demarrez.

In 1887 werd de Vlaamsch Katholieke Gilde gesticht, de eerste groepering van katholieke Vlaamse studenten aan de, toen nog volledig Franstalige, Gentse Rijksuniversiteit. Het doel was de vereniging van de Vlaamsgezinde en katholieke studenten tegenover het Vlaamse, maar sterk vrijzinnige academische genootschap T.S.G. 't Zal Wel Gaan enerzijds, en de Association royale générale des étudiants catholiques, waar deze Vlaamsgezinde studenten hun gading niet vonden. Vanaf 1889 noemden ze zich Rodenbach's Vrienden naar de Roeselaarse studentenleider Albrecht Rodenbach en zijn oproepen tot vorming van een Vlaamse studentenbeweging. In de lijn van het cultuurflamingantisme en het opkomende sociale bewustzijn, zet de vereniging zich ook sterk in voor het opwaarderen van de Vlaamse studentencultuur naar een hoogstaand peil. Dit vindt onder andere zijn uiting in de jaarboeken en tijdschriften, waar eerder de nadruk ligt op literatuurbeoefening in het Nederlands en studentenlyriek (bv. het lied De Gilde Viert, 1902). Ook sociale vraagstukken, zoals het debat omtrent een algemene schoolplicht, worden veelvuldig behandeld op vergaderingen. Aan de andere kant is er ook sprake van politieke vorming en spelen Rodenbach's Vrienden aldus een voorname rol in de strijd om de vernederlandsing van de Gentse Universiteit. De contacten met gelijkaardige studentengroeperingen aan de andere Vlaamse hogescholen, leiden in februari 1911 onder invloed van preses Jules Storme (Rodenbach's Vrienden Gent) en Jozef Verduyn (Vlaamsch Verbond Leuven) tot de oprichting van de overkoepelende organisatie van katholieke, Vlaamsgezinde universiteitsstudenten, het Algemeen Katholiek Vlaamsch Hoogstudentenverbond van België.
Tijdens de Eerste Wereldoorlog worden de activiteiten gestaakt. Toch blijven oud-studenten en voormalige leden actief in onder ander het Secretariaat der Katholieke Vlaamse Hoogstudenten (SKVH). In 1916 zorgt de samenwerking tussen frontsoldaten van de Gentse en Leuvense tak, tot de oorlogsuitgave "Ons Leven: Hoogstudenten op den Yser", met bijdragen van onder andere Frans Van Cauwelaert, Hendrik Borginon, Joris van Severen en Alfons Van de Perre.

### Na de Eerste Wereldoorlog
De Eerste Wereldoorlog met de Duitse Flamenpolitik en de scheuring tussen activisten en passivisten hebben ook hun weerslag op het Gentse studentenleven. Terwijl een nieuwe generatie studenten met medewerking van de Duitse bezetter aan de Vlaamse Hogeschool het nieuwe Gentsch Studentencorps (GSC) naar Nederlands model en met radicaal-Vlaamse eisen stichten, zijn oud-Verbonders Adiel Debeuckelaere en Joris van Severen spilfiguren in de Frontbeweging. Onder invloed van vooroorlogse oud-studenten en de politiek geladen context, wordt op 10 februari 1919 Rodenbach's Vrienden heropgericht als het Katholiek Vlaamsch Hoogstudentenverbond in taverne Den Rooden Hoed. Een hevig debat tussen passivisten en nationalisten, noopte het oude Verbond zich om te vormen tot een Algemeen Vlaamsch Hoogstudentenverbond (AVHV) dat de godsdienstige en politieke breuklijnen kon overstijgen. Het nieuwe AVHV omschrijft zijn doel als: "de samenwerking tussen al de Vlaamse studenten tijdens de oorlog geboren te bestendigen ten einde zo spoedig mogelijk voor ons Vlaamse volk volledig recht te bekomen." De brug tussen sociale beweging en Vlaamse beweging die door het GSC in de Eerste Wereldoorlog werd geslagen (bv. de "vrouwenkroniek" in het blad Aula), leidt ertoe dat in dit naoorlogse KVHV-AVHV ook voor het eerst vrouwen opduiken als actief lid.
Desondanks zal in de loop van 1919 het KVHV ook naar voren treden onder leiding van August de Schryver. De openlijke steun aan en van de oud-studenten van de von Bissinguniversiteit, kan rekenen op sterke kritiek van de universiteit en franskiljonse medestudenten en doet de studenten echter al snel uitwijken naar taverne Uylenspiegel, dat in de loop van het Interbellum zal uitgroeien tot het hoofdkwartier van Vlaams-nationale studenten aan de Gentse Universiteit. Dit KVHV Gent kende echter weinig eigen activiteit, mede onder invloed van het krachtige eenheidsfront AVHV, waaronder het als deelvereniging ressorteerde en dat de centrale rol vervulde in de strijd rond de vernederlandsing van de universiteit Gent, en het in 1923 door de Vlaamsgezinde pater Juul Callewaert opgerichte katholiek Sint-Thomasgenootschap. De grote activiteit van beide koepels/concurrenten zorgt ervoor dat het KVHV het grootste deel van het Interbellum ondergesneeuwd blijft en er bijgevolg weinig over bekend is.

### Op het einde van het interbellum
Tijdens de tweede helft van de jaren '30 was het klimaat gunstiger voor de heroprichting van een grote en sterke katholiek-Vlaamse studentenvereniging. Het overkoepelende Gentsch Studentencorps, dat sedert 1933 een eenheidsfront van Vlaamse studenten trachtte te vormen, was in de afgelopen jaren vleuggellam geworden door interne conflicten. De machtsstrijd tussen Verdinaso-studenten en de jonge VNV'ers onderling en de daaropvolgende tweespalt tussen liberalen, socialisten en vrijzinnigen aan de ene kant en Vlaams-nationalisten en katholieken aan de andere kant, vormde een goede bodem voor een nieuwe Vlaams-katholieke blokvorming tegenover de beter georganiseerde tegenstand. Reeds voor de herstichting van het Gentse KVHV hadden zich 350 studenten ingeschreven als lid, op het einde van het eerste (halve) werkingsjaar kon het Verbond steunen op 550 actieve leden. Onder de ereleden telde het verjongde KVHV naast talrijke Vlaamsgezinde professoren onder andere ook hoogleraar en Nobelprijswinnaar Corneel Heymans.
Onder impuls van Oscar Bogaert, José Meiresonne, Ward Opdebeeck en Raf Van den Abeele ging het KVHV op 8 maart 1939 terug van start. In navolging van eerdere pogingen door onder andere het ter ziele gegane AVHV en het verzwakte Gentsch Studentencorps, werden reeds vanaf het begin weer contacten opgestart met andere steden en oud-studenten. Opvallend in deze context zijn de feestredes van Jozef Custers, oud-voorzitter van het AVHV, in naam van het Katholiek Vlaamsch Oud-Hoogstudentenverbond (KVOHV) en Wim Aelvoet in naam van het Leuvense KVHV op de stichtingsvergadering. De werking in het eerste volledige academiejaar werd gekenmerkt door een compromisloze politieke stellingname, door onder andere omhalingen voor Finland, en een verdere verdieping van het studentenleven in de vorm van kwaliteitsvolle lezingen en modelclubavonden. Het grote ledenaantal en de strakke organisatie doen het Verbond al snel uitgroeien tot de dominerende factor van het laatste vooroorlogse academiejaar, hetgeen op de nodige weerstand kan rekenen van de linkerzijde. In november 1940 werd besloten de activiteiten te staken en het KVHV werd opgeslorpt door het in oktober van dat jaar gestichte Gentsch Studentenverbond (GSV). De eerste GSV-preses werd Raf Van den Abeele, voordien nog KVHV-preses.

### Na de Tweede Wereldoorlog

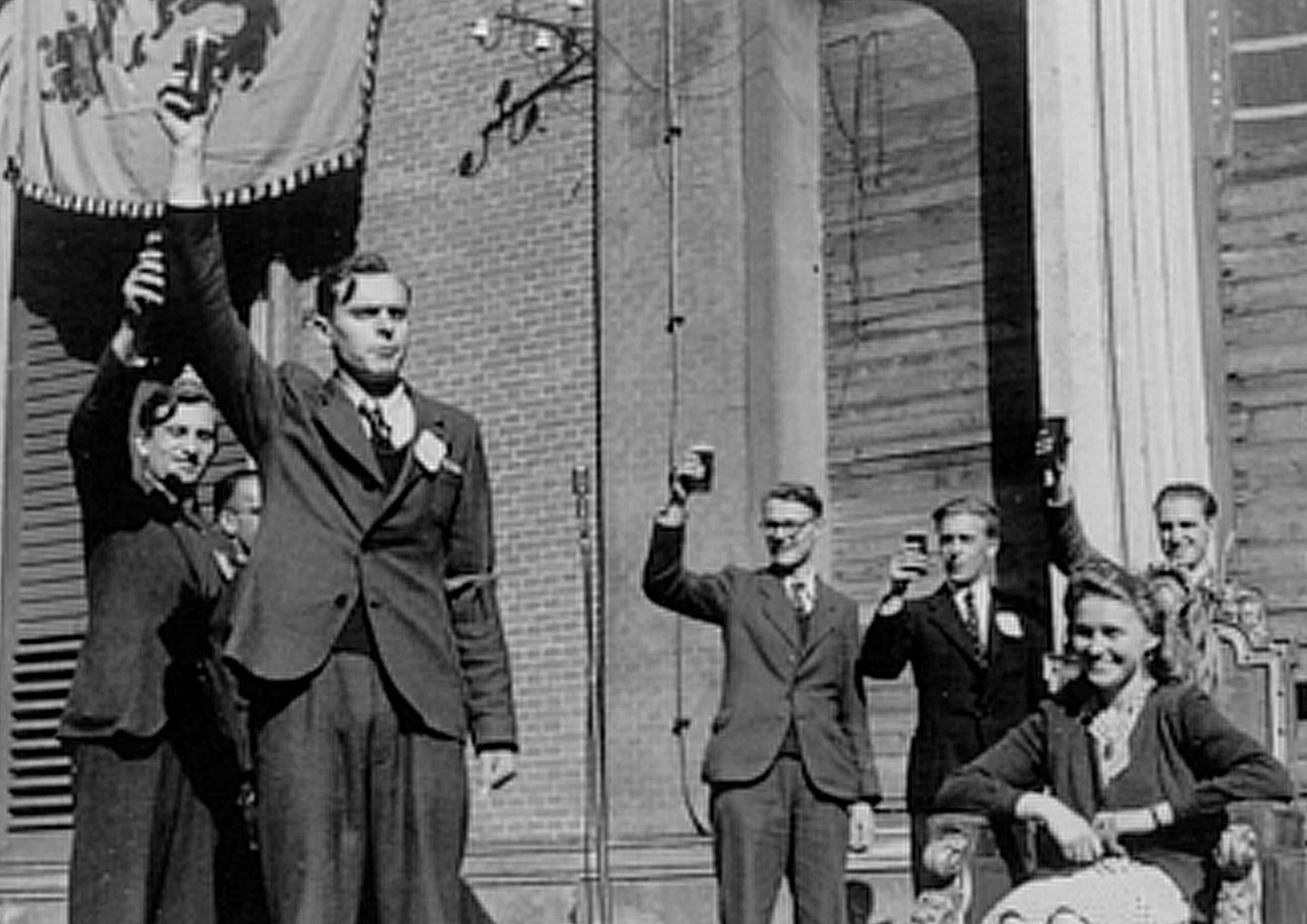
Heroprichting KVHV Gent (1944)

Dit alles veranderde na 1944 en de Bevrijding; het was de periode van de wegzendingen, het vaderlandslievende overwicht, de stichting van een kind van het verzet en de Nationale Studentengroepering (NSG). In tegenstelling tot zijn voorgangers AVHV, GSC en GSV was deze NSG Belgisch-nationaal, sterk vrijzinnig en zeer bevriend met de rectoraatskringen. De katholieke Vlaamsgezinden voelden zich daar niet thuis en zochten naar een eigen organisatievorm. Die kwam er met de heroprichting van het KVHV op 1 januari 1945, onder het presidium van Lode Van der Vliet. Professor Corneel Heymans werd voorzitter van de beheerraad, als opvolger van senator en professor Edgard De Bruyne.
De daaropvolgende jaren groeide het Verbond meer en meer uit: niet alleen had het KVHV verreweg het grootste ledenaantal, het had ook een veelzijdige werking. Naast de algemene verbondsactiviteiten was er de Politieke studiekring, de Kulturele Kring, een koor, een fanfare, de volksdansgroep Die Lioene en de Verbondswacht. Het toenemende aantal vrouwelijke studenten, zorgt in 1949 daarnaast voor de oprichting van de Sint-Veerlekring, een onderafdeling voor vrouwelijke studenten, onder leiding van Paula Marsboom.
In de jaren 1949-1950 trad het Verbond actief op in de Koningskwestie die toen het land in rep en roer zette. Gedurende de jaren '50 bleef het Gentse KVHV politiek sterk actief met onder andere de anti-Fosty-actie (1953) en het protest tegen de eentonig Belgische boodschap van de Wereldtentoonstelling (1958). Maar ook op studentikoos vlak bleek het KVHV actief, met onder andere de legendarische bezetting van het Gravensteen door de studenten op 16 november 1949, een studentengrap die de wereldpers haalde. Na een periode van achteruitgang verdween het KVHV gedurende een jaar van het Gentse toneel.

### Na mei '68
In 1969 hervatte het verbond de activiteiten onder impuls van Vic van Brantegem. KVHV Gent herleefde en kende een felle concurrentiestrijd met de Vlaams Nationale Studenten Unie (VNSU). Bij de heroprichting was het KVHV uitdrukkelijk rechts en Vlaams-nationalistisch terwijl de extreemlinkse en communistische strekking in de studentenverenigingen aan de Rijksuniversiteit zeer sterk vertegenwoordigd was. Deze polarisatie leidde tot een treffen op 21 oktober 1974, toen leden van het KVHV poogden de opvoering van het controversiële toneelstuk Verschaeve te verhinderen. De KVHV-ers geraakten verwikkeld in een ware veldslag met gewapende MLB- en AMADA- leden. Het KVHV werd verboden aan de universiteit en hield dan ook op te bestaan in 1977. Na enkele jaren van windstilte besloten enkelen het KVHV opnieuw op te richten. Het Verbond kreeg met Veronique Libert in deze periode haar eerste vrouwelijke preses. Enkele debatten werden georganiseerd en ter attentie van de nieuwe afdeling vond de nationale cantus van het KVHV dat jaar in Gent plaats.
Ondanks tegenkanting van T.S.G. 't Zal Wel Gaan slaagde het KVHV erin om erkend te worden door de universiteit door opname in het Voorlopig Konvent. De zware erfenis van 1974 woog wat betreft het aantrekken van nieuwe leden nog steeds op de schouders van KVHV, zodanig dat het Verbond doodbloedde met het afstuderen van de oprichters.

### Na de val van de Berlijnse muur

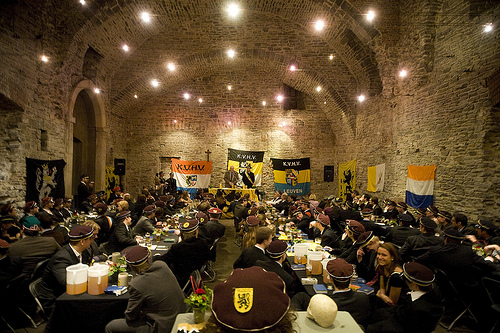
Uylenspiegelfeesten 2009 in de Ridderzaal van het Gravensteen.

In 1991 werd met steun vanuit KVHV Antwerpen het Gentse Verbond opnieuw heropgericht. De eerste taak was KVHV nieuw leven inblazen, actieve leden aantrekken en het Verbond terug tot vaste waarde maken in het Gentse studentenleven. Het Verbond kende een moeizaam bestaan en werd pas in 1997 opnieuw erkend door de Universiteit, ditmaal in het Politiek & Filosofisch Konvent (PFK). Ondanks tegenstand van de linkse studentenverenigingen kon het KVHV in het PFK en in de universitaire gemeenschap blijven. Qua politieke werking schuwt het Gentse KVHV controverse niet, zo blijkt uit de voordrachten van onder andere ex-voorzitter van Front National, Jean-Marie Le Pen (2005), ex-Ku Klux Klan frontman David Duke (2006) en Nieuw-Rechts essayist Gabriele Adinolfi (2011). In 1998 werd in de schoot van KVHV, het Gents Studenten Korps (GSK) opgericht, dat als koepelorganisatie voor een traditioneel-studentikoos studentenleven fungeerde. Na de ontbinding van het GSK in 2007 werd de focus verlegd naar het versterken van de eigen studentikoze werking en de versterking van de traditionele studentikoziteit in Gent. Dit uit zich onder andere in een jaarlijkse modelcantus in het Gravensteen: de Uylenspiegelfeesten, ter herdenking van de studentikoze bezetting van het Gravensteen in 1949. In 2012 kon het Gentse Verbond na enkele decennia weer een eigen Verbondshuis betrekken, dat genoemd werd naar oud-beheerraadvoorzitter en Nobelprijswinnaar Corneel Heymans.
Verder onderhoudt KVHV Gent contacten met gelijkaardige studentenverenigingen in binnen- en buitenland. Dit uit zich onder andere door (in)formele afdelingscontacten met Duitse en Oostenrijkse Burschenschaften die lid zijn van de Duitse Burschenschaft (DB) of Burschenschaftliche Gemeinschaft (BG). In april 2015 werd een vriendschapsverdrag gesloten tussen KVHV Gent en de Marburger Burschenschaft Rheinfranken (DB).

### Recente controverses
In september 2018 kwam KVHV Gent in opspraak omdat veel leden banden bleken te hebben met de extreemrechtse, identitaire beweging Schild & Vrienden van Dries Van Langenhove. Deze laatste werd daarop geschorst van de Universiteit Gent. Een poging van KVHV Gent om Dries Van Langenhove in oktober 2019 uit te nodigen als spreker binnen de gebouwen van de Universiteit Gent werd tegengehouden door het Bestuur van de universiteit, waarna de lezing elders moest plaatsvinden.
In december 2019 werd door de KVHV Gent een lezing georganiseerd door de bekende plastisch chirurg Jeff Hoeyberghs. Op beelden die tijdens de lezing waren gemaakt en naderhand naar buiten kwamen was te horen hoe deze uitspraken deed die algemeen als zeer vrouwonvriendelijk werden ervaren. Hoewel de plastisch chirurg zich beriep op de "vrijheid van meningsuiting" stelde het Instituut voor de Gelijkheid van Vrouwen en Mannen zich burgerlijke partij tegen hem nadat daar meer dan duizend klachten waren ingediend door burgers. KVHV Gent verdedigde de uitspraken niet, maar weigerde zich te distantiëren omdat zij menen los te staan van Hoeyberghs' uitspraken. De vereniging werd daarop voor twee maanden geschorst door de koepel van de Gentse studentenclubs, met de eis dat de studentenclub alsnog afstand neemt van de uitspraken. De Raad van de Universiteit Gent schorste de vereniging eveneens voor twee maanden, verlengd tot vijf maanden indien de vereniging zich niet openlijk zou distantiëren van de lezing. Eerder was al geadviseerd dat het voltallig bestuur van KVHV Gent een cursus over seksisme zou moeten volgen.

## Kleuren en kentekens
De kleuren van KVHV Gent zijn sinds het Interbellum zwart, geel en wit. Zwart en wit staan voor de Gentse vlag, zwart en geel voor de Vlaamse idealen en wit en geel zijn de kleuren van het Vaticaan. Met dat laatste wordt geduid op hun katholieke inspiratiebron en op de christelijke waarden die ze uitdragen. De kleuren zijn te zien in het schild en dus ook op de afdelingsvlag, en vormen tevens het onderste boordje van de wijnrode pet en het lint. Het schild van het KVHV Gent werd ontworpen in 1956 door toenmalig preses Herman Soetaert. Datzelfde jaar werd de volgorde van de kleuren aangepast van wit-zwart-geel naar zwart-geel-wit.
Bij de heroprichting in 1939 werd gekozen voor de wapenspreuk "God ter ere, Vlaanderen ten bate". Tegenwoordig wordt echter teruggegrepen naar het oudere motto "Hou ende Trou!", tevens het motto van het Gentsch Studentencorps (1916-18).
De wijnrode Verbondspet werd in 1932 onder invloed van Leuvens verbondspreses Piet Meuwissen en Edmond de Goeyse door het overkoepelende nationale AVHV-bestuur ingevoerd ter vervanging van de zogenaamde "flat" (bruinrode muts zonder klep). Met de invoering van de nieuwe pet keerde het Verbond terug naar de gildepet van 1913, die zich onderscheidt van de eerdere, Duitse modellen door een lossere vorm die naar de zijkant wordt getrokken. Doel van de ommekeer was het uiterlijk onderlijnen van de stijl en het respect die centraal dienden te staan in de studentenbeweging, waarmee men duidelijk afstand nam van het ruwe "Bierflamingantisme" dat met de flat verbonden werd. In tegenstelling tot de flat, wordt op de verbondspet in de regel geen kenteken aangebracht, tenzij het onderscheidingsteken van de Verbondswacht. Na de Tweede Wereldoorlog knoopte KVHV Gent als enige Verbondsafdeling echter weer aan bij de traditie van de flat, die tot in de jaren '70 behouden bleef. Tegenwoordig is het KVHV een van de weinige Vlaamse studentenverenigingen die de oude pettentraditie in ere houdt.

## Bekende leden
- Alexandra Colen (1955), politica
- René De Clercq (1877-1932), schrijver, dichter, componist (o.a. De Gilde Viert) en politiek activist
- Adiel Debeuckelaere (1888-1979), politiek activist, medeoprichter en "ruwaard" van de Frontbeweging
- August De Schryver (1898-1991), ondernemer, politicus (CVP) en Minister van staat
- Corneel Heymans (1892-1968), hoogleraar en Nobelprijswinnaar (1938)
- Wim Jorissen (1922-1982), politicus, medestichter van de Volksunie
- Albert Kluyskens (1885-1956), rechtsgeleerde, hoogleraar, decaan van de rechtsfaculteit (1933-36) en rector van de Rijksuniversiteit Gent (1950-53)
- Roger Soenen (1902-1977), hoogleraar en politiek activist
- Jules Storme (1887-1955), rechtsgeleerde, hoogleraar, decaan van de rechtsfaculteit (1946-47) en politicus (CVP)
- Marcel Storme (1930) rechtsgeleerde en hoogleraar
- Vic van Brantegem (1946)
- Joris van Severen (1894-1940), politicus, stichter van het Verdinaso
- Christian Verougstraete (1950), jurist en politicus (Vlaams Belang)
- Reimond Tollenaere (1909-1942), collaborateur, advocaat en politicus (Vlaamsch Nationaal Verbond)
- Dries Van Langenhove (1993), politicus, oprichter Schild & Vrienden
- Adeline Blancquaert (1996), politicus
- Herman Le Compte (1929), arts
- Bart Claes (1989), politicus
- Tom Vandendriessche (1978), politicus